# Avelesges
Avelesges é uma comuna francesa na região administrativa de Altos da França, no departamento de Somme. Estende-se por uma área de 4,87 km². Em 2010 a comuna tinha 56 habitantes (densidade: 11,5 hab./km²).